# Críton

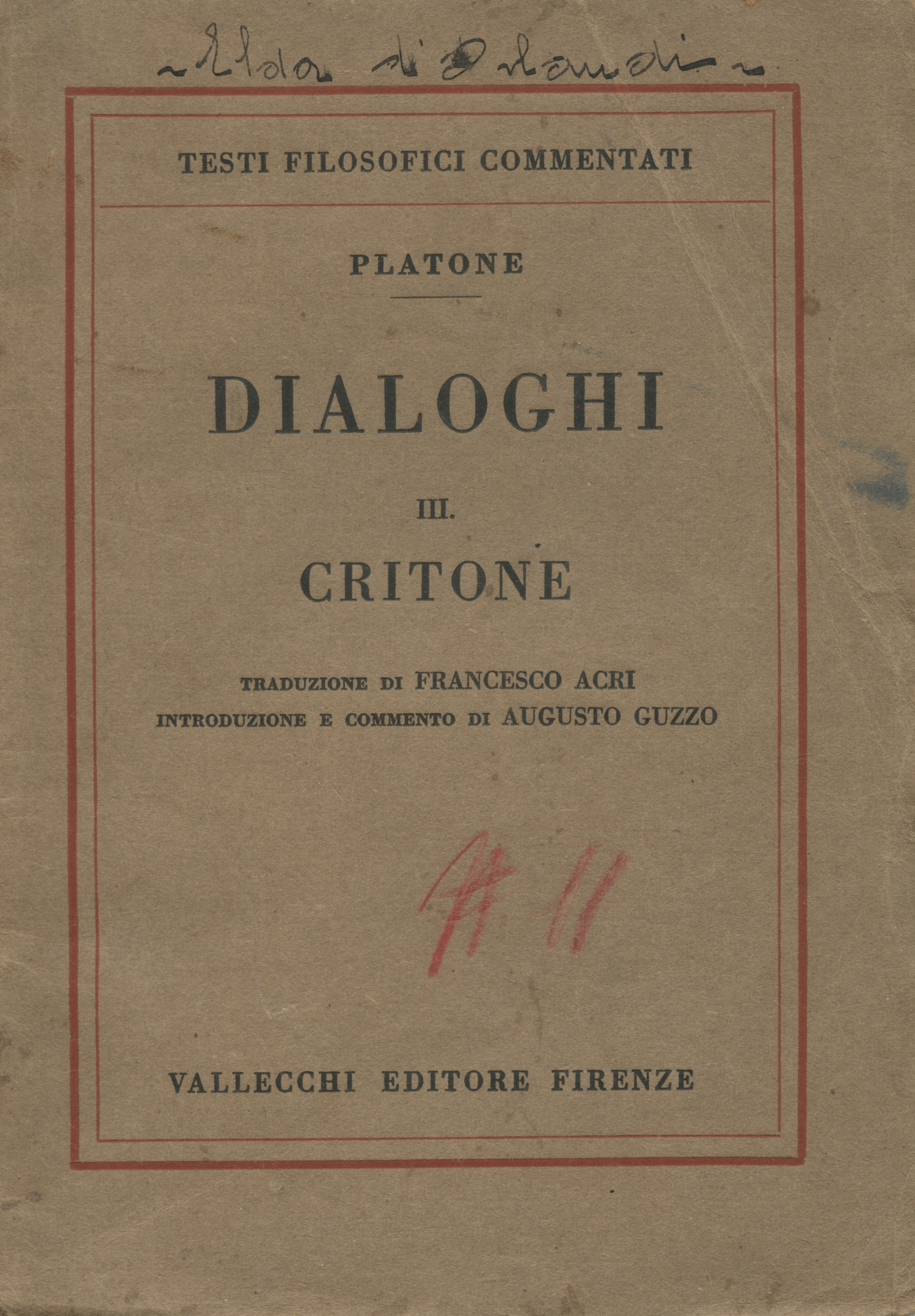
Foto do livro "Critone", impresso em 1925

Críton (em grego clássico: Κρίτων) (ou Do dever) é um diálogo entre Sócrates e seu amigo rico Críton em matéria de justiça (δικη), injustiça (αδικια), e a resposta apropriada à injustiça. Sócrates acha que a injustiça não pode ser respondida com a injustiça e se recusa a oferta de Críton de financiar sua fuga da prisão. Este diálogo contém uma declaração antiga da teoria do contrato social do governo.

## O argumento de Críton a Sócrates
O diálogo começa com Sócrates acordando com a presença de Críton na sua cela da prisão. Críton informa Sócrates que é realmente cedo. Sócrates expressa surpresa que o guarda deixou Críton entrar em uma hora tão cedo ao que ele lhe informa que está bem familiarizado com a guarda porque lhe deu um benefício. Sócrates pergunta porque ele optou por deixá-lo dormir em paz em vez de acordá-lo e este explica que preferiu não fazê-lo tendo em conta a atual circunstância angustiante de Sócrates à espera de sua própria execução. Críton explica que admira a forma pacífica em que Sócrates viveu até agora e o nível de calma que exibe em face da morte. Sócrates responde que é justo ele reagir dessa forma dada a sua idade e indaga porque ele veio tão cedo.